# Isco
Francisco Román Alarcón Suárez (Benalmádena, 21 april 1992) – alias Isco – is een Spaans voetballer die doorgaans als aanvallende middenvelder speelt. Hij tekende in juli 2023 bij Real Betis, dat hem transfervrij inlijfde. Isco debuteerde in 2013 in het Spaans voetbalelftal.

## Clubcarrière

### Valencia
Isco stroomde door vanuit de jeugd van Valencia. Hij debuteerde op 11 november 2010 in het eerste elftal, tijdens een wedstrijd in de Copa del Rey tegen Logroñés. Valencia won met 4–1 en Isco scoorde twee keer. Zijn eerste competitieduel speelde hij drie dagen later, thuis tegen Getafe. Twintig minuten voor tijd kwam hij in het veld voor Aritz Aduriz. Isco speelde één seizoen in het eerste van Valencia. Daarin deed hij mee in vier competitiewedstrijden en één bekerduel. Hij mocht ook twee keer invallen in de Champions League, tegen Manchester United en Bursaspor.

### Málaga
Isco tekende in juli 2011 een vijfjarig contract bij Málaga, dat zes miljoen euro voor hem op tafel legde. Hiervoor maakte hij op 12 september 2011 zijn competitiedebuut, tegen Granada. Op 21 november 2011 maakte hij zijn eerste doelpunt voor Málaga, uit tegen Racing Santander. In het eerste seizoen bij Málaga maakte Isco vijf doelpunten in 32 wedstrijden. Málaga slaagde er voor het eerst in hun geschiedenis in om zich te kwalificeren voor de Champions League. Op 18 september 2012, het debuut van Málaga in de Champions League, scoorde hij tweemaal in een met 3–0 gewonnen groepswedstrijd tegen Zenit Sint-Petersburg. Isco werd in 2012 verkozen tot talent van het jaar van de Primera División. In december 2012 won hij de Golden Boy award, voor Stephan El Shaarawy en Thibaut Courtois, de prijs voor de meest beloftevolle speler ter wereld.

### Real Madrid
Op donderdag 27 juni 2013 werd bekend dat Isco vanaf het seizoen 2013/14 voor Real Madrid zou spelen. Real betaalde naar verluidt dertig miljoen euro aan Málaga. Isco tekende een vijfjarig contract bij de Madrilenen. Hij debuteerde op 18 augustus 2013 voor de club in de Primera División, tegen Real Betis. Hij maakte enkele minuten voor tijd het winnende doelpunt. Op 1 oktober 2014 speelde hij zijn eerste Champions League-wedstrijd in dienst van De Koninklijke, tegen PFK Ludogorets. In zijn eerste seizoen maakte de middenvelder acht doelpunten in 32 competitieduels. Het seizoen erop maakte hij vier treffers in 34 competitiewedstrijden. Na in het seizoen 2016/17 opnieuw de Champions League te hebben gewonnen, ditmaal ten koste van Juventus (4–1), werd hij als een van de achttien spelers opgenomen in het sterrenteam van de UEFA.
Isco speelde negen jaar voor Real Madrid en kwam in de eerste vijf daarvan ieder seizoen minimaal dertig speelronden in actie. Zijn ploeggenoten en hij wonnen in zijn tijd onder meer drie keer het landskampioenschap en vijf keer de UEFA Champions League. Hij deed dit samen met onder meer Sergio Ramos, Marcelo, Luka Modrić, Toni Kroos, Cristiano Ronaldo,Karim Benzema en Gareth Bale. Vanaf zijn zesde seizoen in Madrid werd hij meer en meer een reservespeler, tot hij het in seizoen 2021/22 alleen nog van sporadische invalbeurten moest hebben.

### Sevilla
Op 7 augustus 2022 kondigde Sevilla aan dat de club een principeakkoord had bereikt over een overname van Isco, waarbij hij instemde met een tweejarig contract. Op 21 december 2022 kwamen Isco en Sevilla overeen om zijn contract voortijdig te beëindigen. Op 22 december 2022 zei Sevilla-trainer Jorge Sampaoli dat Isco "niet voldeed aan de verwachtingen van de club".
Op 31 januari 2023 ging zijn vermeende transfer naar Bundesliga-club Union Berlin niet door, ondanks het doorstaan van medische tests. De Duitse club bevestigde dat de eisen van de speler achteraf verschilden van de oorspronkelijke overeenkomst.

### Real Betis
Na zijn vertrek bij Sevilla had Isco zeven maanden geen club. Hij tekende in juli 2023 vervolgens voor één seizoen bij Real Betis, de nummer zes van Spanje in het voorgaande seizoen.

## Clubstatistieken
| Seizoen     | Club        | Competitie  | Competitie | Competitie | Competitie | Beker | Beker | Beker | Europa | Europa | Europa | Totaal | Totaal | Totaal |
| Seizoen     | Club        | Competitie  | Wed.       | Dlp.       | Ass.       | Wed.  | Dlp.  | Ass.  | Wed.   | Dlp.   | Ass.   | Wed.   | Dlp.   | Ass.   |
| ----------- | ----------- | ----------- | ---------- | ---------- | ---------- | ----- | ----- | ----- | ------ | ------ | ------ | ------ | ------ | ------ |
| 2010/11     | Valencia    | La Liga     | 4          | 0          | 0          | 1     | 2     | 0     | 2      | 0      | 0      | 7      | 2      | 0      |
| Club Totaal | Club Totaal | Club Totaal | 4          | 0          | 0          | 1     | 2     | 0     | 2      | 0      | 0      | 7      | 2      | 0      |
| 2011/12     | Málaga      | La Liga     | 32         | 5          | 5          | 3     | 0     | 0     | -      | -      | -      | 35     | 5      | 5      |
| 2012/13     | Málaga      | La Liga     | 37         | 9          | 1          | 0     | 0     | 0     | 10     | 3      | 5      | 47     | 12     | 6      |
| Club Totaal | Club Totaal | Club Totaal | 69         | 14         | 6          | 3     | 0     | 0     | 10     | 3      | 5      | 82     | 17     | 11     |
| 2013/14     | Real Madrid | La Liga     | 32         | 8          | 7          | 9     | 0     | 0     | 12     | 3      | 2      | 53     | 11     | 9      |
| 2014/15     | Real Madrid | La Liga     | 34         | 4          | 9          | 5     | 1     | 3     | 14     | 1      | 1      | 53     | 6      | 13     |
| 2015/16     | Real Madrid | La Liga     | 31         | 3          | 7          | 1     | 2     | 0     | 11     | 0      | 3      | 43     | 5      | 10     |
| 2016/17     | Real Madrid | La Liga     | 30         | 10         | 8          | 4     | 0     | 1     | 8      | 1      | 0      | 42     | 11     | 9      |
| 2017/18     | Real Madrid | La Liga     | 30         | 7          | 7          | 5     | 1     | 1     | 14     | 1      | 2      | 49     | 9      | 10     |
| 2018/19     | Real Madrid | La Liga     | 27         | 3          | 1          | 4     | 2     | 0     | 6      | 1      | 0      | 37     | 6      | 1      |
| 2019/20     | Real Madrid | La Liga     | 23         | 1          | 2          | 3     | 1     | 0     | 4      | 1      | 0      | 30     | 3      | 2      |
| 2020/21     | Real Madrid | La Liga     | 25         | 0          | 2          | 1     | 0     | 0     | 3      | 0      | 0      | 29     | 0      | 2      |
| 2021/22     | Real Madrid | La Liga     | 7          | 1          | 0          | 0     | 0     | 0     | 0      | 0      | 0      | 7      | 1      | 0      |
| 2022/23     | Sevilla     | La Liga     | 12         | 0          | 2          | 1     | 0     | 0     | 6      | 1      | 1      | 19     | 1      | 3      |
| 2022/23     |             |             | 0          | 0          | 0          | 0     | 0     | 0     | 0      | 0      | 0      | 0      | 0      | 0      |
| Club Totaal | Club Totaal | Club Totaal | 251        | 37         | 45         | 33    | 7     | 5     | 78     | 9      | 9      | 362    | 53     | 59     |
| TOTAAL      | TOTAAL      | TOTAAL      | 324        | 51         | 51         | 37    | 9     | 5     | 90     | 12     | 14     | 451    | 71     | 70     |

Bijgewerkt tot op 31 januari 2023.

## Interlandcarrière

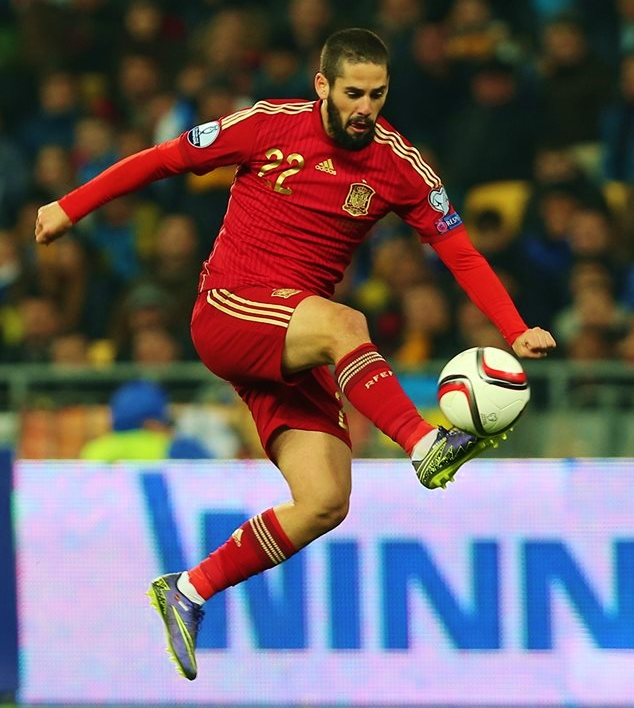
Isco in actie tegen Oekraïne in 2015

Isco kwam uit voor verschillende Spaanse jeugdelftallen. Op 15 mei 2012 werd hij door bondscoach Vicente del Bosque geselecteerd voor het nationaal elftal voor oefenwedstrijden tegen Servië en Zuid-Korea, maar speelde toen niet. Uiteindelijk debuteerde Isco op 6 februari 2013, tegen Uruguay. Hij viel na 60 minuten in voor Andrés Iniesta. Op 15 november 2014 volgde zijn eerste interlandtreffer in de EK-kwalificatiewedstrijd tegen Wit-Rusland. Isco werd op 17 mei 2016 opgenomen in de Spaanse voorselectie voor het Europees kampioenschap voetbal 2016 in Frankrijk. Isco behoorde echter niet tot de definitieve selectie die werd bekendgemaakt op 31 mei 2016.
Isco maakte wel deel uit van de Spaanse selectie, die onder leiding van interim-bondscoach Fernando Hierro in 2018 deelnam aan de WK-eindronde in Rusland. Daar wist de ploeg niet te overtuigen; in groep B werd gelijkgespeeld tegen Portugal (3-3) en Marokko (2-2). Spanje won in de poulefase alleen van Iran (1-0). In de achtste finales trokken de Zuid-Europeanen vervolgens in de strafschoppenreeks aan het kortste eind in het duel met gastland Rusland (3-4), nadat beide teams in de reguliere speeltijd plus verlenging op 1-1 waren blijven steken. Koke en Iago Aspas misten voor Spanje vanaf elf meter, oog in oog met de Russische doelman Igor Akinfejev. Isco kwam in alle duels in actie en scoorde één keer.

## Erelijst
| Competitie                           |             |                                             |             |             |
| Competitie                           | Aantal      | Jaren                                       |             |             |
| Real Madrid                          | Real Madrid | Real Madrid                                 | Real Madrid | Real Madrid |
| ------------------------------------ | ----------- | ------------------------------------------- | ----------- | ----------- |
| FIFA Club World Cup                  | 4x          | 2014, 2016, 2017, 2018                      |             |             |
| UEFA Champions League                | 5x          | 2013/14, 2015/16, 2016/17, 2017/18, 2021/22 |             |             |
| UEFA Super Cup                       | 3x          | 2014, 2016, 2017                            |             |             |
| Primera División                     | 3x          | 2016/17, 2019/20, 2021/22                   |             |             |
| Copa del Rey                         | 1x          | 2013/14                                     |             |             |
| Supercopa de España                  | 3x          | 2017, 2019/20, 2021/22                      |             |             |
| Spanje –21                           |             |                                             |             |             |
| UEFA Europees kampioenschap onder 21 | 1x          | 2013                                        |             |             |